# خافيير توريس فيليكس
خافيير توريس فيليكس (بالإسبانية: Javier Torres Félix)‏ هو مهرب مخدرات مكسيكي، ولد في 19 أكتوبر 1960 في Cosalá ‏ في المكسيك.